# Danh sách di sản thế giới tại Ai Cập
Ai Cập phê chuẩn Công ước Di sản thế giới của UNESCO vào ngày 7 tháng 2 năm 1974. Từ đó, các địa điểm văn hóa và tự nhiên của quốc gia này đủ điều kiện để được xét công nhận Di sản thế giới. Tính đến hết năm 2017, Ai Cập có tổng cộng 7 di sản thế giới được UNESCO công nhận (1 thiên nhiên, 6 văn hóa). Ngoài ra là 33 địa điểm trong danh sách di sản dự kiến..
Trong số các địa điểm được công nhận, năm di sản được công nhận tại phiên họp lần thứ 3 tổ chức tại Cairo, Ai Cập, đó là: Abu Mena; Thebes cổ đại và Necropolis của nó; Cairo lịch sử; Memphis và Necropolis của nó – Các kim tự tháp từ Giza tới Dahshur; và, Các tượng đài Nubian từ Abu Simbel tới Philae. Trong khi đó, di sản mới nhất là Wadi Al-Hitan (Thung lũng Cá voi) được công nhận vào năm 2005 trong phiên họp lần thứ 29 diễn ra tại Nam Phi.
Abu Mena là di sản hiện nằm trong danh sách di sản thế giới bị đe dọa từ năm 2001 do việc phát triển nông nghiệp khiến mực nước tăng đáng kể, làm một số tòa bị sụp đổ hoặc nền móng trở lên yếu. Các nhà chức trách đã buộc phải dùng cát để gia cố cho các tòa nhà có nguy cơ sụp đổ trên.
Dưới đây là Danh sách 7 di sản thế giới tại Ai Cập được UNESCO công nhận cùng với các di sản dự kiến của quốc gia này. Cùng với đó là 33 địa điểm di sản dự kiến.

## Danh sách
| Tên                                                                | Hình ảnh | Vị trí                                                          | Tiêu chuẩn                | Diện tích ha (mẫu Anh)          | Năm công nhận | Mô tả |
| ------------------------------------------------------------------ | -------- | --------------------------------------------------------------- | ------------------------- | ------------------------------- | ------------- | --- |
| Abu Mena                                                           |          | Alexandria, Ai Cập 30°51′0″B 29°40′0″Đ / 30,85°B 29,66667°Đ     | Văn hóa: (iv)             | 183 (450)                       | 1979          | Các di tích về thành phố cổ kính của Kitô giáo bao gồm nhà thờ, nhà rửa tội, nhà nguyện, các tòa nhà công cộng, đường phố, tu viện, nhà ở và xưởng được xây dựng trên mộ của Thánh Menas ở Alexandria. |
| Thebes cổ đại và Necropolis của nó                                 |          | Luxor, Ai Cập 25°44′0″B 32°36′0″Đ / 25,73333°B 32,6°Đ           | Văn hóa: (i)(iii)(vi)     | 7.390 (18.300)                  | 1979          | Thủ đô cũ trước đây của Ai Cập và là thành phố của Amun, Thebes chứa các đền thờ và cung điện ở Karnak và Luxor, cũng như các Necropolis tại Thung lũng các vị Vua và Thung lũng các Hoàng hậu, làm minh chứng cho thời kỳ hoàng kim của nền văn minh Ai Cập.                                                                            |
| Cairo lịch sử                                                      |          | Cairo, Ai Cập 30°03′0″B 31°15′40″Đ / 30,05°B 31,26111°Đ         | Văn hóa: (i)(v)(vi)       | 524 (1.290)                     | 1979          | Là một trong những thành phố Hồi giáo lâu đời nhất thế giới và nằm giữa Cairo, đô thị này bắt đầu từ thế kỷ thứ 10 và đạt đến thời hoàng kim vào thế kỷ 14. Nó chứa các thánh đường Hồi giáo, madrasah, hammams và đài phun nước. |
| Memphis và Necropolis của nó – Các kim tự tháp từ Giza tới Dahshur |          | Cairo, Ai Cập 30°03′0″B 31°15′40″Đ / 30,05°B 31,26111°Đ         | Văn hóa: (i)(v)(vi)       | [ chuyển đổi: số không hợp lệ ] | 1979          | Thủ đô Vương quốc Ai Cập có một số di tích nghi lễ an táng lạ thường, bao gồm các ngôi mộ đá, các tòa nhà, đền thờ và kim tự tháp. Trong thời cổ đại, địa điểm này được xem là một trong bảy kỳ quan thế giới. |
| Các tượng đài Nubian từ Abu Simbel tới Philae                      |          | Aswan, Ai Cập 22°20′11″B 31°37′34″Đ / 22,33639°B 31,62611°Đ     | Văn hóa: (i)(iii)(vi)     | 374 (920)                       | 1979          | Nằm dọc theo sông Nin, khu vực này chứa các tượng đài như đền thờ Ramesses II ở Abu Simbel và khu đền thờ của Isis ở Philae. Quần thể các đền đài được cứu khỏi khu vực hồ Nasser như là kết quả của việc xây dựng đập Aswan. |
| Khu vực Saint Catherine                                            |          | Nam Sinai, Ai Cập 28°33′22″B 33°58′32″Đ / 28,55611°B 33,97556°Đ | Văn hóa: (i)(iii)(iv)(vi) | 60.100 (149.000)                | 2002          | Tu viện chính thống Saint Catherine là một trong những tu viện cổ nhất của người Cơ đốc vẫn còn hoạt động. Có niên đại từ thế kỷ thứ 6, nó được đặt gần núi Horeb. theo kinh Cựu Ước, Moses đã nhận được các viên thuốc giao ước tại đây. Khu vực này là một địa điểm thiêng liêng đối với cả Kitô hữu, người Hồi giáo và người Do Thái. |
| Wadi Al-Hitan (Thung lũng Cá voi)                                  |          | Faiyum, Ai Cập 29°20′0″B 30°11′0″Đ / 29,33333°B 30,18333°Đ      | Thiên nhiên: (viii)       | 20.015 (49.460)                 | 2005          | Nằm ở phía tây Ai Cập, Wadi Al-Hitan có chứa hóa thạch của Phân bộ Cá voi cổ đã tuyệt chủng, sự tiến hóa của cá voi từ trên cạn sang động vật có vú biển. |

## Danh sách dự kiến
Ngoài các di sản đã được công nhận chính thức, các quốc gia thành viên còn có thể duy trì các di sản dự kiến để đề cử công nhận trong tương lai. Một di sản chỉ được công nhận khi nó đã nằm trong danh sách dự kiến. Tính đến hết năm 2017, Ai Cập đã có 33 địa điểm nằm trong danh sách dự kiến:
- Khu vực khảo cổ Siwa (1994)
- Đền thờ của Serabit Khadem (1994)
- Khu vực khảo cổ Bắc Sinai (1994)
- Đền thờ của Hator xây dựng bởi Ramses III (1994)
- Khu vực khảo cổ Dahshour (1994)
- El Fayoum: Kom Aushim (Karanis), Dimai (Soknopaiounesos), Qasr Qarun (Dionysias), Batn I hrit (Theadelphia), Byahma-Medinet el Fayoum (Krokodilopolis or Arsinoe), Abgig-Hawara, Seila-Medient Madi (Narmouthis), tell Umm el-Breigat (tebtunis) (1994)
- Pháo đài El-Gendi (1994)
- Tu viện Rutho (1994)
- Wadi Feiran (1994)
- Đảo Pharaon (1994)
- Dahab (1994)
- Minia (1994)
- Lâu đài Newibah (1994)
- Ras Mohammed (2002)
- Khu vực Gebel Qatrani, khu bảo tồn tự nhiên hồ Qaroun (2003)
- Các ốc đảo nhỏ phía Nam, sa mạc phía tây (2003)
- Các tuyến di trú của chim (2003)
- Sa mạc Wadis (2003)
- Dãy núi Chains (2003)
- Các cảnh quan của Đại Hoang mạc (2003)
- Alexandria, tàn tích cổ đại và thư viện mới (2003)
- Abydos, thành phố hành hương của các Pharaoh (2003)
- Các đền thờ của Pharao ở Thượng Ai Cập từ Ptolemaic đến La Mã (2003)
- Các Necropolis của Trung Ai Cập, từ Trung Vương quốc đến thời kỳ La Mã (2003)
- Nilometer Raoudha tại Cairo (2003)
- Các tu viện trên sa mạc Ả Rập và Wadi Natrun (2003)
- Hai thành lũy ở Sinai từ thời Saladin (đảo Al-Gundi và Pharaoh) (2003)
- Pháo đài An-Nakhl, một vũ đài trên con đường hành hương tới Mecca (2003)
- Ốc đảo Fayoum, tàn tích thủy lực và cảnh quan văn hóa cổ (2003)
- Các khu di tích lịch sử và tượng đài của Rosetta / Rachid (2003)
- Dababiya (2008)
- Đài quan sát Helwan (2010)
- Ốc đảo Kharga và các ốc đảo nhỏ phía nam (2015)